# کریستوفر گرگر
کریستوفر گرگر (انگلیسی: Christoph Greger؛ زادهٔ ۱۴ ژانویهٔ ۱۹۹۷) بازیکن فوتبال اهل آلمان است.